# Agrotis spinifera
Agrotis spinifera là một loài bướm đêm trong họ Noctuidae.